# Helen Gurley Brown
Helen Gurley Brown, född 18 februari 1922 i Green Forest, Arkansas, död 13 augusti 2012 i New York City, New York, var en amerikansk författare, redaktör och affärskvinna. Hon var chefredaktör för tidskriften Cosmopolitan i 32 år.